# Síndrome da deleção 22q11.2

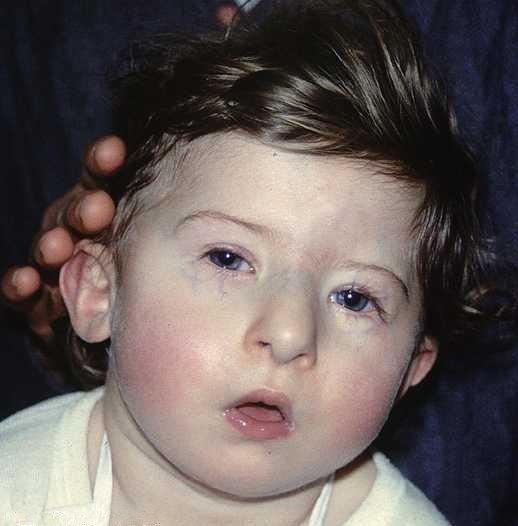
Um paciente com sindrome velocardiofacial, ou também chamada de sindrome Digeorge

A síndrome velocardiofacial, também conhecida como síndrome da deleção 22q11.2, ou sindrome de DiGeorge, resulta da deleção de uma pequena parte do braço longo do cromossomo 22, especificamente del(22)(q11.2). Trata-se de uma doença genética de caráter autossômico dominante com penetrância alta, mas incompleta, ou seja, basta ser portador de um alelo mutado para expressar o fenótipo patogênico, mas nem todo portador da mutação expressa o fenótipo. Apesar de ser uma síndrome com expressão muito variável, ela costuma se manifestar por alterações craniofaciais (face alongada, nariz proeminente com base alargada, fissura palpebral estreita e retrognatia), cardíacas (tetralogia de Fallot, interrupção do arco aórtico, defeito no septo interventricular, truncus arteriosus, etc) e de palato, além de outras manifestações em outros sistemas, em diferentes graus de gravidade.

## Características clínicas
Apesar de apresentar expressão muito variável, a síndrome de deleção do 22q11.2 tem características clínicas comuns em indivíduos afetados, sendo que alguns indivíduos podem ter formas brandas, graves ou não apresentar algumas dessas características. As características de maior incidência são as craniofaciais, cardíacas e de palato.

### Craniofacial
Apesar de não ser suficiente para o diagnóstico, pessoas afetadas pela síndrome costumam apresentar características faciais típicas, sendo elas:
- Face alongada;
- Nariz proeminente com base alargada;
- Fissura palpebral estreita;
- Retrognatia;
- Bocas e bochechas pequenas.[1][2]

### Cardíacos
Sendo a segunda causa genética mais frequente de anomalias cardíacas congênitas, a síndrome de deleção do 22q11.2 tinha uma elevada taxa de mortalidade por problemas cardíacos. Todavia, com o advento de melhores métodos de imagem e técnicas de operação intra uterina, já é possível detectar as anomalias cardíacas a partir do 2° ou 3° trimestre de gestação. As anomalias congênitas cardíacas com seu percentual de incidência em pacientes com a síndrome, são:
- Defeito de septo interventricular (23%)
- Tetralogia de Fallot (18%)
- Anomalias do arco aórtico (14%)
- Interrupção do arco aórtico (11%)
- Defeito do septo interatrial (10%)
- Atresia pulmonar (6%)
- Truncus arteriosus (4%)
- Persistência do canal arterial (6%)
- Valva aórtica bicúspide (3%)
- Estenose pulmonar (2%)
- Outros (1%)[3][2]

### Palato
As alterações de palato mais comuns em pessoas com síndrome a síndrome são:
- Fissura palatina (28,5%)
  - Labio leporino e fenda palatina (0,6%)
  - Overt cleft palate (4,4%)
  - Fissura palatina submucosa (22,8%)
- Insuficiência Velofaríngea (55,2%)
  - Fissura palatina + Insuficiência Velofaríngea (3,5%)
  - Fissura palatina submucosa + Insuficiência Velofaríngea (18,4%)
  - Insuficiência Velofaríngea sem fissura palatina (33,3%)[3][2]

### Comprometimento imunológico
Alguns pacientes com a Síndrome Velocardiofacial apresentam quadros de imunodeficiência durante a infância, decorrente de anomalias na linhagem de linfócito T. Essas anomalias se devem a uma hipoplasia do Timo (órgão responsável pela produção dos linfócitos T nos primeiros anos de vida) e consequente produção prejudicada. Essa imunodeficiência costuma regredir ou até mesmo desaparecer com o passar dos anos e com a redução do papel do timo na imunidade do indivíduo.
Concomitante e consequente, ao mal funcionamento e produção dos linfócitos T, há um aumento da incidência de doenças autoimunes, como a artrite reumatoide juvenil, púrpura trombocitopênica, hipertiroidismo (Doença de Graves), hipotiroidismo (Síndrome de Hashimoto), vitiligo, anemia hemolítica, doença celíaca, dentre outras.

### Função paratireoidiana
Hipocalcemia decorrente de hipoparatireoidismo está presente em 17%-60% dos pacientes com a síndrome de deleção do 22q11.2, sendo mais intensa, normalmente, durante o período neonatal. Com a idade a calcemia costuma se normalizar, mas pode apresentar quedas em períodos de estresse metabólico, como durante a puberdade, a gravidez e doenças. Esse quadro de hipocalcemia pode gerar episódios convulsivos.

### Crescimento
Apesar da maioria dos adultos portadores da síndrome terem estatura normal, aproximadamente, 41% das crianças e jovens entre 1 e 15 anos apresentam-se com estatura abaixo da média. Bebês até 1 ano costumam ter tamanho normal ou serem menores que a média.

### Alimentação
Muitos portadores da Síndrome Velocardiofacial têm dificuldades de alimentação principalmente nos primeiros anos de vida ou até atingir a juventude. Essa dificuldade alimentar pode se dar tanto pela fissura labiopalatina que prejudica a sucção quando bebê e ingestão de alguns alimentos posteriormente quanto a um quadro de disfagia por uma série de causas, como dismotilidade esofágica, refluxo, dentre outros. Ao mesmo tempo, a maioria dos pacientes costumam apresentar um quadro de constipação crônica.

### Desenvolvimento
Pessoas portadoras da síndrome de deleção do 22q11.2 costumam apresentar atrasos no desenvolvimento das habilidades motoras grosseiras e finas e de fala. Quanto às habilidades motoras, a maioria das crianças acabam por desenvolvê-las, todavia com atrasos significativos, o que leva a um maior período de dependência dos pais na infância, inclusive para atividades básicas, como se alimentar sozinho, usar o toalete sozinho e escrever. Já na fala os indivíduos afetados costumam apresentar desenvolvimento normal ou atrasado, sendo que falam a primeira palavra entre 18 meses e 2 anos, mas só formulam frases curtas a partir dos 3 aos 5 anos. Essa fala se mostra anasalada, devido aos desvios de palato, levando a difícil ou má compreensão do que é dito, necessitando muitas vezes do trabalho de uma fonoaudióloga para amenizar essa dificuldade de comunicação.

### Aprendizado
Indivíduos afetados pela síndrome também costumam apresentar dificuldades de aprendizado. Tendo na média um QI de 70 e deficiências na área de resolução de problemas, leitura e matemática, devido parcialmente a uma dificuldade de abstração, muitos desses indivíduos necessitam de ensino especializado e especial. Todavia, devido a ampla variabilidade de expressão, alguns conseguem atingir o nível superior.

### Comportamentais
Pessoas afetadas pela síndrome tendem a ter maior risco de ter algum transtorno de comportamento do que uma pessoa não afetada pela síndrome. Os transtornos mais comuns em indivíduos com a síndrome de deleção do 22111.2 são:
- Transtorno do Déficit de Atenção com Hiperatividade (TDAH);
- Transtorno do Espectro Autista (TEA);
- Ansiedade;
- Depressão;
- Esquizofrenia;
- Transtorno Obsessivo Compulsivo (TOC);
- Síndrome Bipolar.[5][3][2][4]

## Epidemiologia
Apesar de ser uma doença rara, que estima-se que afeta entre 1 a cada 2000 pessoas e 1 a cada 4000 pessoas, sua prevalência pode ser maior visto que alguns dos afetados, por terem sintomatologia muito leve, não são diagnosticados. Todavia, é a síndrome genética causada por uma deleção mais prevalente na população e a 2ª causa genética mais comum para defeitos cardíacos congênitos. Sendo que, aproximadamente, 90% das mutações são de novo, ou seja, tanto o pai quanto a mãe do indivíduo afetado não são portadores da mutação.

## Genética e patologia
A síndrome velocardiofacial é, geralmente, ocasionada por um deleção de 1,5 a 3 Mb na região q11.2 do cromossomo 22, sendo 85% das deleções de 2,54 Mb aproximadamente na mesma região (~18.912.231 - 21.465.672). A região deletada contém normalmente de 30 a 40 genes, mas há relatos de casos com deleção de 24 genes (1,5 Mb). Os genes de destaque são:

### TXB1
Este gene codifica um fator de transcrição T-box. Este fator é conhecido por ter um papel essencial durante o desenvolvimento inicial dos vertebrados. Mutações nesse gene são associadas a alguns fenótipos que podem estar associados a doença:faces deformadas, problemas cardíacos, hipoplasia tímica ,insuficiência velofaríngea  com   disfunção fenda palatina e paratireódica  com hipocalcemia, Esses genes são dose dependentes e portanto,  pequenas alterações em seus níveis de expressão podem gerar efeitos.

### CRKL
Esse gene codifica  uma proteína adaptadora citoplasmática envolvida  na sinalização de fatores de crescimento. Ele é necessário para o desenvolvimento do timo, das glândulas paratireoides, arco aórtico e coração.A inativação de ambos os alelos do gene CRKL resulta em defeitos semelhantes ao gene TXB1  em camundongos. Além disso, se deixarmos apenas 1 alelo ativo de ambos os genes, ainda em camundongos, vemos que estes apresentam defeitos parecidos com os pacientes com a Síndrome  Velocardiofacial

### DGCR8
Este gene codifica uma subunidade de um complexo microprocessador que media a biogênese de miRNAs. Os miRNAs são pequenos RNAs não codificantes que regulam a expressão de genes alvo pela ligação a locais específicos em RNAs mensageiros, causando repressão da tradução ou degradação.  No caso desse gene o mesmo é necessário para o desenvolvimento ou função cardiovascular e cerebral.

### COMT
O COMT (Catecol-O-metiltransferase) desempenha um papel crítico no metabolismo dos neurotransmissores dopaminérgicos. Enquanto alguns estudos apóiam o papel da redução da atividade enzimática do COMT para causar déficits cognitivos e / ou comportamentais, outros não, e a importância dessa variação funcional no COMT permanece controversa, assim como a do gene PRODH.
Além disso, a síndrome velocardiofacial possui grande sobreposição clinica com a síndrome Digeorge, o que faz sentido, já que ambas compartilham deleções na mesma região do 22q11 e portanto, podem apresentar sintomas similares. Outro fator de risco, que compõe os cromossomos de indivíduos que possuem essas mutações, é que nos pontos finais(endpoints) das deleções, é observado  pequenas repetições altamente homólogas que podem levar a eventos  de trocas intercromossômica aberrantes, na região proximal do cromossomo 22, durante a meiose I.

### Herança
A maior parte das deleções tem origem  de novo, ou seja, não foram herdadas de seus parentais Apesar disso, quando herdada, é caracterizada por possuir uma herança autossômica dominante com alta penetrância, mas incompleta . A maior parte das mutações que surgem de novo, são caracterizadas por ter origem materna, e isso se deve provavelmente ao fato, que as mulheres  nascem com um número determinado de óvulos, e conservam estes mesmos na meiose I, e portanto conforme a idade, há um aumento do fator de risco para doenças genéticas, dado que essas células são muito velhas e mais suscetíveis a erros e danos.

## Diagnóstico
O diagnóstico da Síndrome da Deleção 22q11.2 é feito por meio do teste de molecular, podendo ser tanto análise cromossômica por microarray (CMA) quanto métodos de análise de deleção direcionada, como FISH.
- A análise cromossômica por microarray usando oligonucleotídeos ou arrays de polimorfismo de nucleotídeo único (SNP) detecta deleções recorrentes, sendo que a capacidade de quantificar o tamanho da deleção está relacionado com tipo de microarray utilizado. A sensibilidade desse teste chega a ser de 100% para a deleção do 22q11.2.
- A análise de deleção direcionada é realizada por FISH (Fluorescence In Situ Hybridization), PCR quantitativo ou MLPA (Amplificação Multiplex de Sondas Dependente de Ligação), entre outros métodos. Podendo ser utilizado para detectar a mutação em familiares de pessoas cuja mutação já é conhecida e para detectar a mutação da pessoa com a síndrome, visto que muitas das mutações dessa síndrome já são conhecidas e são comuns dentre os indivíduos afetados. Todavia, caso o probando tenha uma mutação atípica o teste pode falhar em detectar. Assim tendo uma sensibilidade de, aproximadamente, 95%.[4][3]